# Léalvillers
Léalvillers és un municipi francès situat al departament del Somme i a la regió dels Alts de França. L'any 2007 tenia 180 habitants.

## Demografia

### Població
El 2007 la població de fet de Léalvillers era de 180 persones. Hi havia 68 famílies de les quals 12 eren unipersonals (4 homes vivint sols i 8 dones vivint soles), 28 parelles sense fills, 24 parelles amb fills i 4 famílies monoparentals amb fills.
La població ha evolucionat segons el següent gràfic:
Habitants censats

### Habitatges
El 2007 hi havia 76 habitatges, 70 eren l'habitatge principal de la família, 3 eren segones residències i 2 estaven desocupats. Tots els 74 habitatges eren cases. Dels 70 habitatges principals, 63 estaven ocupats pels seus propietaris, 4 estaven llogats i ocupats pels llogaters i 3 estaven cedits a títol gratuït; 3 tenien dues cambres, 3 en tenien tres, 26 en tenien quatre i 39 en tenien cinc o més. 62 habitatges disposaven pel capbaix d'una plaça de pàrquing. A 33 habitatges hi havia un automòbil i a 33 n'hi havia dos o més.

### Piràmide de població
La piràmide de població per edats i sexe el 2009 era:
| Homes | Edats   | Dones |
| ----- | ------- | ----- |
| 0     | 95 o +  | 0     |
| 0     | 90 a 94 | 0     |
| 0     | 85 a 89 | 0     |
| 0     | 80 a 84 | 0     |
| 0     | 75 a 79 | 0     |
| 8     | 70 a 74 | 0     |
| 0     | 65 a 69 | 12    |
| 12    | 60 a 64 | 8     |
| 8     | 55 a 59 | 4     |
| 8     | 50 a 54 | 4     |
| 0     | 45 a 49 | 12    |
| 4     | 40 a 44 | 4     |
| 4     | 35 a 39 | 0     |
| 4     | 30 a 34 | 12    |
| 12    | 25 a 29 | 4     |
| 0     | 20 a 24 | 16    |
| 16    | 15 a 19 | 4     |
| 0     | 10 a 14 | 0     |
| 4     | 5 a 9   | 4     |
| 8     | 0 a 4   | 0     |

## Economia

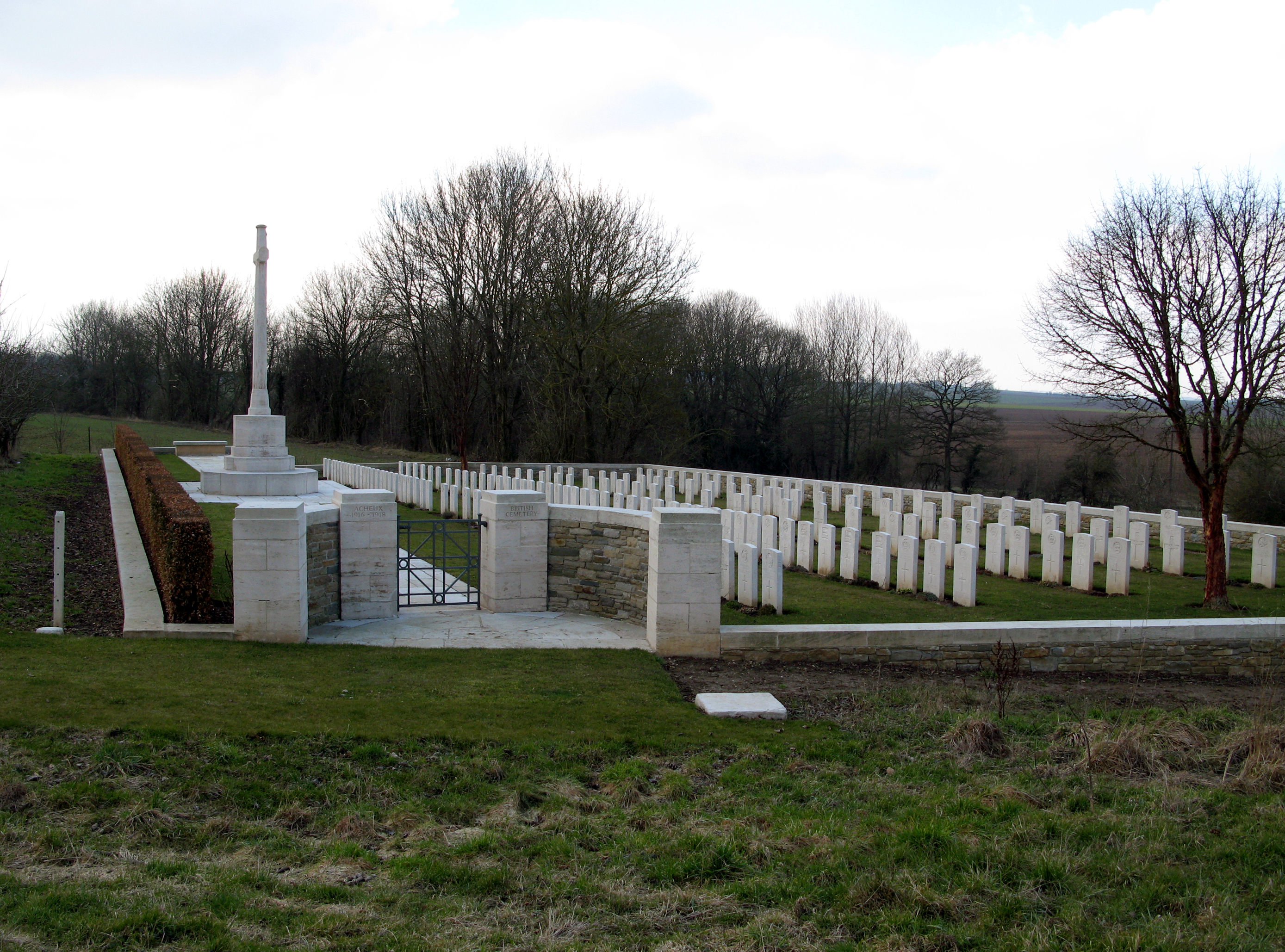
Cementiri britànic

El 2007 la població en edat de treballar era de 109 persones, 85 eren actives i 24 eren inactives. De les 85 persones actives 80 estaven ocupades (43 homes i 37 dones) i 5 estaven aturades (2 homes i 3 dones). De les 24 persones inactives 8 estaven jubilades, 7 estaven estudiant i 9 estaven classificades com a «altres inactius».

### Ingressos
El 2009 a Léalvillers hi havia 71 unitats fiscals que integraven 186 persones, la mediana anual d'ingressos fiscals per persona era de 17.950 €.

### Activitats econòmiques
Dels 2 establiments que hi havia el 2007, 1 era d'una empresa de construcció i 1 d'una empresa de comerç i reparació d'automòbils.
L'únic servei als particulars que hi havia el 2009 era un guixaire pintor.
L'any 2000 a Léalvillers hi havia 12 explotacions agrícoles que ocupaven un total de 644 hectàrees.

## Poblacions més properes
El següent diagrama mostra les poblacions més properes.